# Elena Ducaina Angelina
Elena Ducaina Angelina in greco Ἑλένη Δούκαινα Άγγελίνα?, Helene Doukaina Angelina, in serbo Јелена Дука Анђел?, Jelena Duka Anđel (fl. XIII secolo) era una nobile romea della Tessaglia e regina consorte della Serbia medievale.
I suoi genitori erano Giovanni I Ducas di Tessaglia e sua moglie Ipomona (figlia del capo tribù valacco di Tessaglia Taronas). Intorno al 1273/76, Elena sposò il re serbo Stefano Milutin (r. 1282-1321), ma Milutin la abbandonò intorno al 1283. È possibile che i loro figli fossero i re Stefano Costantino e Stefano Dečanski. Sembra che Elena sia poi tornata in Grecia.